# Вилађо дел'Олмо (Алесандрија)
Вилађо дел'Олмо је насеље у Италији у округу Алесандрија, региону Пијемонт.
Према процени из 2011. у насељу је живело 33 становника. Насеље се налази на надморској висини од 165 м.